# آهولد دلز
آهولد دلز (انگلیسی: Ahold Delhaize) شرکت خرده‌فروشی هلندی است، که در سال ۲۰۱۶ از ادغام شرکت‌های آهولد و گروه دلز تشکیل شد.